# Asura lydia
Espèce
Asura lydia est une espèce de lépidoptères (papillons) de la famille des Erebidae et de la sous-famille des Arctiinae. 
On la trouve en Australie et en Nouvelle-Guinée.